# درزی‌کلا آخوندی پایین
درزی کلااخوندی پایین، روستایی از توابع بخش گتاب شهرستان بابل در استان مازندران ایران است.

## جمعیت
این روستا در دهستان گتاب شمالی قرار دارد و براساس سرشماری مرکز آمار ایران در سال ۱۳۸۵، جمعیت آن ۱٬۹۱۲ نفر (۵۰۳خانوار) بوده‌است.